# 迪基斯 (伊利諾伊州)
迪基斯（英語：Dickeys）是位於美國伊利諾伊州坎卡基縣的一個非建制地區。該地的面積和人口皆未知。

## 地理
迪基斯的座標為41°03′03″N 88°02′14″W / 41.05083°N 88.03722°W，而該地的平均海拔高度為203米（即666英尺）。